# 舊諾瓦基
51°6′32″N 28°13′59″E / 51.10889°N 28.23306°E
舊諾瓦基（烏克蘭語：Старі Новаки），是烏克蘭北部的村莊，隸屬日托米爾州的科羅斯滕區。該村處於克列姆涅河畔，始建於1872年，面積0.74平方公里，海拔高度182米，2001年人口161。